# Condado de Emery
O Condado de Emery é um dos 29 condados do Estado norte-americano do Utah. A sede do condado é Castle Dale, e sua maior cidade é Huntington. O condado tem uma área de 11 555 km², uma população de 10 860 habitantes, e uma densidade populacional de 1 hab/km² (segundo o censo nacional de 2000). O condado foi fundado em 1880.